# Adolf Schulze
Adolf Schulze, detto Uschba-Schulze (Orizaba, 16 aprile 1880 – Cusco, 1971), è stato un alpinista e ingegnere tedesco,  negli anni precedenti la prima guerra mondiale fu uno dei migliori alpinisti tedeschi. Divenne famoso soprattutto per la prima scalata dell'Ushba nel Caucaso nel 1903, che all'epoca era considerata la montagna più difficile del mondo e per le scalate nelle Ande boliviane.

## Biografia
Schulze era figlio di Adolf Schulze, originario di Monaco di Baviera ed emigrato in Messico negli anni '60 dell'Ottocento e Maria Ziehl, anch'essa di origine tedesca, nell'Hacienda San Marcial vicino a Orizaba. Era il secondo di cinque figli. I suoi genitori gestirono l'azienda agricola fino al ritorno della famiglia in Germania nel 1884, a causa della grave malattia del padre. Poche settimane dopo, suo padre morì e la vedova rimase nella città natale del padre con i suoi cinque figli.
Dopo essersi diplomato, Schulze iniziò a studiare geologia e ingegneria mineraria, che completò nel 1908. Nel 1909 si recò in Norvegia, dove incontrò sua moglie Ragna Baehr Claussen. I due si sposarono nel 1911 e lasciarono la Germania alla fine dello stesso anno. All'inizio del 1912, la coppia si stabilì a La Paz, in Bolivia, e iniziò a lavorare nell'industria mineraria locale. Schulze lavorò come ingegnere per diversi clienti. Nel 1919 lui e la moglie si trasferirono da La Paz alla città di Sorata, a circa 150 km di distanza, dove assunse la gestione di una miniera d'oro. Si sa poco della sua vita negli anni successivi. Si presume che sia andato in Perù alla fine degli anni '20. Dal 1939 al più tardi, Schulze visse ad Arequipa. Intorno al 1940 morì la moglie. Schulze si trasferì poi a Cusco, dove rimase fino alla morte avvenuta all'inizio dell'estate del 1971.

## Carriera alpinistica
Nel 1899, Adolf Schulze e il fratello minore Gustav divennero membri dell'Associazione Alpina Accademica di Monaco di Baviera. Come altri membri, Schulze iniziò le sue prime esplorazioni nell'Algovia orientale. Ripetendo la parete sud della Trettachspitze, scalata per la prima volta da Josef Enzensperger, scoprì una variante dell'avvicinamento. Un anno dopo, lui e suo fratello furono i primi a scendere dalla parete sud. Altre vette dell'Algovia scalate da Schulze, alcune delle quali lungo percorsi molto difficili, furono il Mädelegabel e lo Höfats. In totale, Schulze completò dodici prime ascensioni nell'Algovia nell'estate del 1900. [Il camino meridionale sulla Wolfebnerspitze meridionale, che fu scalato per la prima volta insieme a Felix von Cube, è la prima via di arrampicata di livello di difficoltà V nell'Algovia. Nel 1903 seguì la parete est della Trettachspitze, che Enzensperger considerava ancora impraticabile. Schulze completò anche diverse prime ascensioni invernali attorno al rifugio "Hermann von Barth". Schulze si fece rapidamente un nome anche al di fuori dell'Algovia con impegnative scalate in alta quota e prime ascensioni, soprattutto nelle Alpi calcaree settentrionali. Nel Wilder Kaiser, nel 1901, fu inclusa tra le altre suo conquiste anche la parete orientale della Totenkirchl. Nei monti del Wetterstein, Ludwig Heis lo batté qualche giorno dopo, nel giugno 1904, quando effettuò la prima salita della parete nord dell'Hochwanne. Insieme ad Hans Leberle seguì la parete sud dello Scharnitzspitze il 23 giugno 1905. Tra il 1904 e il 1907 attraversò, a volte da solo, alcune delle lunghe creste dei Monti del Wetterstein.
La prima ascensione alpinistica più famosa di Adolf Schulze fu lo spigolo settentrionale del Crozzon di Brenta, che scalò il 20 luglio 1905 insieme a Fritz Schneider. Nel 1906 completò diverse difficili prime ascensioni nelle Alpi Carniche e Giulie, tra cui sul Mangart e sul Wischberg, insieme a Georg Leuchs. Schulze scalò per la seconda volta in assoluto la Seewarte sul lago Wolayer. Schulze fu attivo anche al di fuori delle Alpi calcaree settentrionali e compì tour nelle Alpi vallesane e nel gruppo del Monte Bianco.
Schulze divenne noto a un pubblico più vasto, anche al di fuori degli ambienti alpinistici, grazie alla sua partecipazione alla spedizione nel Caucaso organizzata da Willi Rickmer Rickmers nel 1903, che scalò l'Ushba, alta 4.737 m, allora classificata come la montagna più difficile del mondo. La vetta settentrionale dell'Ushba, più facile e alta solo 4.698 m, era già stata scalata nel 1888. La prima salita della vetta meridionale era stata tentata circa venti volte prima del 1903, ma era fallita a causa delle enormi difficoltà della strutturazione della vetta. Rickmers aveva già fatto tre tentativi infruttuosi nel 1895. Per la sua spedizione del 1903, Rickmers radunò un totale di undici partecipanti, tra cui Oscar Schuster, uno dei primi esploratori delle montagne di arenaria dell'Elba, e Heinrich von Ficker con sua sorella Cenzi von Ficker.
Il 20 luglio 1903 Schulze intraprese un primo tentativo insieme a Rickmers, ai fratelli Ficker e a un portatore. Poco prima della fine del muro d'uscita, Schulze cadde da un'altezza di oltre 20 metri e riportò una ferita alla testa molto sanguinante e una commozione cerebrale. Heinrich von Ficker, che aveva assicurato Schulze con la corda, a causa della caduta la corda fu tagliato profondamente alla mano che la teneva in presa. Nonostante queste ferite e l'arrivo del temporale, la cordata riuscì a ritirarsi fino al campo base. Solo sei giorni dopo il grave infortunio, Schulze intraprese un secondo tentativo insieme a Oscar Schuster, Robert Helbling, Fritz Reichert e Albert Weber. Con la testa ancora fasciata, riuscì a superare il punto chiave appena sotto la vetta, che raggiunse per primo la sera del 26 luglio 1903. In seguito a questo successo, nell'agosto 1903, seguì la prima ascensione dello Schechilditau, alto 4.320 m, e di altre vette del Besengi attorno al Dychtau.
Dopo il suo ritorno in Germania, Schulze fu ampiamente celebrato e divenne noto come "Uschba-Schulze". Il principe Dadeschkeliani di Svaneti fu più impressionato dal coraggio di Cenzi von Ficker che ricevette l'Ushba come dono formale. 
Dopo essere emigrato in Sud America, Schulze continuò a dedicarsi all'alpinismo. I suoi primi viaggi includevano la seconda montagna più alta della Bolivia, la vetta meridionale dell'Illimani, alta 6.460 m, nel 1915, e la prima scalata della Mururata, alta 5.864 m, quest'ultima in solitaria. Nel 1919 l'ultima grande escursione fu, assieme a Dienst Shulze, quella dell'Ancohuma, alta 6.427 m, la prima ascensione dell'Huayna Potosí di 6.088 m, e probabilmente anche dell'Haucana, alta 6.200 m. 
Nel 1944 salì sul Caca Aca di 4.682 m, sull'Haukana di 6.200 m, nella Cordillera Real e l'Illimani di 6.462 m. Il Pico Schulze, conosciuto anche con il nome di Cotaña, e alto 5.943 m che sorge a est della città di Sorata, a poco più di 30 km dalla sponda orientale del lago Titicaca, nella Cordillera Real, fu dedicato alla memoria dell'alpinista.
- 1899 Seconda salita del Trettachspitze, parete sud "Schulze-Führe", IV, 2.596 m, (Alpi dell'Algovia);
- 1900 Terza salita del Trettachspitze, parete sud in discesa, IV-, 2.596 m, (Alpi dell'Algovia);
- 1900 Terza salita del Trettachspitze, parete ovest "Schulze-Führe", III, 2.596 m, (Alpi dell'Algovia);
- 1900 Prima salita del Mädelegabel, cresta nord, 2.645 m, (Alpi dell'Algovia);
- 1900 Prima salita del Kreuzspitze, cresta ovest, 2.369 m, (Alpi dell'Algovia);
- 1900 Prima salita dell'Ilfenspitzen meridionale, angolo sud-est, 2.535 m, (catena montuosa dell'Hornbach, Alpi dell'Algovia);
- 1900 Prima salita al Ilfenspitzen sud, cresta est, 2.535 m, (catena montuosa dell'Hornbach, Alpi dell'Algovia);
- 1900 Prima salita al Ilfenspitzen sud, cresta sud, 2.535 m, (catena montuosa dell'Hornbach, Alpi dell'Algovia);
- 1900 Prima salita al Ilfenspitzen sud, cresta ovest, Forchetta, camino sud, camino sud "Schulze Cube Guide", V+, 2.420 m, (Alpi dell'Algovia);
- 1900 Prima salita al Noppenspitze, cresta nordovest, 2.596 m, (Alpi dell'Algovia);
- 1900 Prima salita al Noppenspitze, cresta sud, 2.596 m, (Alpi dell'Algovia);
- 1900 Prima salita al Hermannskarturm, parete est, ca. 2.400 m, (Alpi dell'Algovia);
- 1900 Prima salita al Hochfrottenspitze-Krottenspitzgrat, 2.640 m, (Alpi dell'Algovia);
- 1900 Prima salita al Kuchenspitze, parete nord, 3.170 m, (Verwall);
- 1900 Prima salita al Küchelspitze, cresta est, 3.147 m, (Verwall);
- 1900 Prima salita alla Kuchenspitze, parete nordovest “Gebr. Schulze-Führe, 3.170 m, (Verwall);
- 1900 Prima salita al Seeköpfe, 3.061 m, (Verwall);
- 1900 Salita al Mesules-Ostgipfel, 2.336 m, (Sellamassiv);
- 1901 Prima salita alla Cima Tosa, II, 350 m, 3.173 m, (Brenta, Dolomiti);
- 1901 Prima salita invernale al Totenkirchl per il fianco nord "Merzbacher Weg", III, 250 m, 2.193 m, (Wilder Kaiser);
- 1901 Prima salita al Vordere Gamsflucht, 2.203 m, (Wilder Kaiser);
- 1901 Prima salita al Kleine Halt, "Alte Nordwestwand" dal Scharlinger Boden, 2.116 m, (Wilder Kaiser);
- 1901 Prima salita invernale della Kleine Halt, 2.116 m, (Wilder Kaiser);
- 1901 Prima salita del Bauernpredigtstuhl, gola sud-ovest, 2.119 m, (Wilder Kaiser);
- 1901 Prima salita del Bauernpredigtstuhl, gola sud-ovest-gola nord-est, 2.119 m, (Wilder Kaiser);
- 1901 Prima salita del Hoher Göll, 2.519 m, (Alpi di Berchtesgaden);
- 1902 Prima salita della Fleischbank, "Leuchs-Schulze-Führe", 2.187 m, (Wilder Kaiser);
- 1902 Prima salita invernale al Predigtstuhl "Angermannweg-Botzongkamin", 2.116 m, (Wilder Kaiser);
- 1902 Prima salita invernale al Totenkirchl, 2.193 m, (Wilder Kaiser);
- 1902 Prima salita al Totenkirchl, parete est "Alter Weg-Leuchs-Schulze-Weg", III, 400 HM, 2.193 m, (Wilder Kaiser);
- 1902 Prima salita alla Krottenspitze, cresta nordovest "Krottenspitzgrat", IV-, 346 HM, 1100 km, 2.553 m, (Alpi dell'Algovia);
- 1903 Prima salita alla Trettachspitze, parete est "Schulze-Führe", IV+, 450 HM, 2.596 m, (Alpi dell'Algovia);
- 1903 Prima salita alla cima Ushba, sud tramite la "Schulze Route", 4.737 m, (Caucaso);
- 1903 Prima salita dello Schechildi Tau, 4.320 m, (Caucaso);
- 1903 Prima traversata del Dangakamm, ca. 5.000 m, (Caucaso centrale);
- 1904 Prima salita dell'Hochwanner parete nord "Distel-Schulze-Weg", 1.400 m, 2.744 m, (Wetterstein);
- 1904 Prima salita dell'Hoher Gaif, cresta est completa, II-III, 2.288 m, (Wetterstein);
- 1904 Prima salita del Kaltwasserkarspitze parete nord, IV, 900 m, 2.733 m, (Karwendel);
- 1905 Prima salita allo Scharnitzspitze parete sud "Alter Weg, Leberle Weg", IV, 200 m, 2.463 m, (Wetterstein);
- 1905 Prima salita al Crozzon di Brenta, cresta nord, IV+, 1000 HM, 3.135 m, (Brenta);
- 1906 Prima salita (salita invernale); alla Cima Wolfebner settentrionale, parete ovest "Buchner-Schulze-Führe", 2.432 m, (Alpi dell'Algovia);
- 1906 Prima salita al Mangart "Leuchs-Schulze-Weg", 2.677 m, (Alpi Giulie);
- 1906 Prima salita al Wischberg "Leuchs-Schulze-Weg", 2.666 m, (Alpi Giulie);
- 1907 Prima salita al Wetterwandeck, cresta est, III, 2.698 m, (Wetterstein);
- 1915 Salita all'Illimani, 6.462 m, (Ande, Bolivia);
- 1915 Prima salita al Mururata, 5.871 m, (Cordillera Real, Ande, Bolivia);
- 1919 Salita al Ancohuma, 6.425 m, (Cordillera Real, Bolivia);
- 1919 Salita al Huayna Potosi, 6.088 m, (Cordillera Real, Bolivia);
- 1944 Salita all'Illimani, 6.462 m, (Ande, Bolivia);
- 1944 Salita al Caca Aca, 4.682 m, (Ande, Bolivia);
- 1944 Salita al Haukana, 6.200 m, (Cordillera Real, Ande, Bolivia)[1]